# Śmiercionośny ładunek (film 2008)
Śmiercionośny ładunek (Dekker the trucker) – fabularny film sensacyjny zrealizowany w koprodukcji niemiecko-szwajcarskiej z roku 2008.